# Spieler-Glück
Spieler-Glück ist eine Erzählung von E. T. A. Hoffmann, die im sechsten Abschnitt des dritten Bandes der Sammlung „Die Serapionsbrüder“ 1820 bei G. Reimer in Berlin erschien. Der Text war im Jahreskalender „Urania. Taschenbuch auf das Jahr 1820“ bei F. A. Brockhaus in Leipzig vorabgedruckt worden.
Die schöne Angela Vertua wird in einer Dreiecksbeziehung nicht glücklich.

## Inhalt
Der Serapionsbruder Theodor (das ist E. T. A. Hoffmann) liest vor:
Der Chevalier Menars hat solches Glück im Spiel, dass er in Paris eine Bank etabliert, die bald zur reichsten in der Metropole an der Seine aufsteigt. Manch einer büßt dort am Spieltisch sein ganzes Vermögen ein; unter anderen der seit fünfzehn Jahren in Paris lebende, verwitwete Wucherer Signor Francesco Vertua. Der gebürtige Neapolitaner hat eine Spielbank in Genua betrieben. Nachdem Vertua auch noch sein Pariser Haus in der Rue St. Honoré verspielt hat, begleitet Menars den Alten nach Hause. Der steinreiche Menars will das Haus des Bettlers Vertua in Besitz nehmen. Der Chevalier, der noch nie geliebt hat, wird nach dem Anblick der holden Angela – der einzigen Tochter des Verlierers – ein anderer Mensch. Das reine Himmelskind verschmäht die „Cassette“ mit dem verspielten Gelde des Vaters und weist den neuen Liebhaber stolz, ernst und gefasst zurück. Der Vater rät der Tochter anderntags zur Annahme des generösen Geldgeschenkes. Bei einer zufälligen Begegnung der drei Protagonisten im Schlossgarten Malmaison lenkt Angela ein und wird mit der Zeit immer geneigter. Schließlich, als glückliche Braut des Chevalier Menars, plagen Angela Gewissensbisse. Der junge Nachbarssohn Duvernet reitet uniformiert vorüber. Dem Tode geweiht, zieht Angelas erste Liebe nach Spanien ins Feld. Der vorwurfsvolle Blick des berittenen Jägers dringt tief.
Als Gatte gibt sich der Chevalier Menars aufmerksam. Einige Zeit nach dem Tode des alten Vertua beginnt Menars wieder mit dem Spiel. Das Spieler-Glück hält an und verhilft zu neuem Reichtum. Nachdem sich ein junger Spieler an dem Spieltisch von Menars' Pariser Spielbank eine Kugel durch den Kopf gejagt hat, folgt der Chevalier seiner Gattin in deren Geburtsort Genua. Dort in Norditalien hält sich Menars zunächst vom Spieltisch fern, kann es aber endlich doch nicht lassen und betritt die reichste genuesische Spielbank. Letztere hält ein französischer, kriegsdienstuntauglicher Obrist. Das Spieler-Glück verlässt Menars. Zum Bettler geworden, spielt der Chevalier mit dem Militär für zwanzigtausend Dukaten um seine Frau Angela. Als der Obrist gewonnen hat, gibt er sich dem Chevalier als jener Duvernet zu erkennen, der zusammen mit Angela erzogen wurde. Er ist dem Paar von Frankreich nach Italien gefolgt und hat den Widerpart in der Falle. Die geliebte Frau ist sein. Als der Obrist den Gewinn in Besitz nehmen will, liegt Angela daheim tot in ihrem Bett.

## Form
Die Struktur ist verschachtelter als oben skizziert. Der Serapionsbruder Theodor gibt eine Geschichte zum Besten, in der ein ärmlich gekleideter, distinguierter, ältlicher Fremder im Sommer 18. in Pyrmont den jungen, deutschen, leidenschaftlichen Faro-Spieler Baron Siegfried mit der Geschichte des Spielers Menars vor dem Verderb bewahren möchte. Es gelingt ihm. Im drittletzten Satz seiner Erzählung verrät E. T. A. Hoffmann dem Leser, der Fremde ist der unglückliche Chevalier Menars.
E. T. A. Hoffmann stellt die Leidenschaft der Kartenspieler einleuchtend dar. Der alte Vertua vollführt noch auf dem Sterbebett die Gesten am Spieltisch – wie zum Beispiel das Kartenziehen et cetera.

## Rezeption
Äußerungen der Zeitgenossen
- Theodor Hell nennt in der „Dresdner Abendzeitung“[5] vom 20. November 1819 den Verfasser genial.[6]
- Der Rezensent im „Cotta'schen Literaturblatt“ drückt 1819 sein Lob so aus: „Hoffmann haben wir in dem Spielerglück gar nicht erkannt.“[7]
- Die „Zeitung für die elegante Welt“ vom 2. November 1819 ist des Lobes voll. Zwar warne, rühre und belehre E. T. A. Hoffmann meisterhaft, predige aber nicht.[8]
- Im „Hermes“ steht anno 1820 über den Text geschrieben: „Das innerste Wesen und Geheimniß der Spielwuth ist darin so wahr und überraschend ausgesprochen...“[9]
- Und Konrad Schwenck schreibt 1823, zwar sei der Schluss ein „Gewaltstreich“, doch die Erzählung sei schön erfunden.[10]

Neuere Äußerungen
- Details finden sich bei Segebrecht[11]. Ein einziges Mal in seinem Leben, im Sommer 1798, habe E. T. A. Hoffmann eine Urlaubsreise unternommen. Bei der Gelegenheit habe er in Warmbrunn das Leben und Treiben in einer Spielbank beobachtet. Zudem sei der Dichter zeit seines Lebens mitunter Spielern beziehungsweise deren Verwandten begegnet. Segebrecht nennt den Bamberger Schauspieler Carl Friedrich Leo, die Berliner Literaten Ferdinand Moritz Freiherr von Lüttwitz, Friedrich Wilhelm d’Elpons und den Offizier Friedrich Ehrenreich Adolf Ludwig Rochus von Rochow. Letzterer erschoss sich 1799 seiner Spielschulden wegen.[12]
- E. T. A. Hoffmann habe in seinem Text die Darstellung der Glücksspieler aus „Das Chagrinleder“, „Vater Goriot“ und „Der Spieler“ gleichsam vorweggenommen.[13] Puschkin habe in „Pique Dame“ Motive aus „Spieler-Glück“ verarbeitet.[14] Mehrfach werden in der Erzählung vergebliche Versuche der Abstinenz vom Spiel dargestellt.[15]
- Segebrecht nennt eine Arbeit U. Henry Gerlachs (1998)[16] und Kaiser eine Schencks (1939)[17].

### Erstausgabe in den Serapionsbrüdern
- Spieler-Glück in: Die Serapionsbrüder. Gesammelte Erzählungen und Mährchen. Herausgegeben von E. T. A. Hoffmann. Dritter Band. Berlin 1820. Gedruckt und verlegt bei G. Reimer. 590 Seiten[18]

### Verwendete Ausgabe
- E. T. A. Hoffmann: Spieler-Glück. S. 856–894 in: Wulf Segebrecht (Hrsg.): E. T. A. Hoffmann: Die Serapions-Brüder. Deutscher Klassiker Verlag im Taschenbuch. Bd. 28. Frankfurt am Main 2008, ISBN 978-3-618-68028-4 (entspricht: Bd. 4 in: Wulf Segebrecht (Hrsg.): „E. T. A. Hoffmann: Sämtliche Werke in sieben Bänden“, Frankfurt am Main 2001)

### Sekundärliteratur
- Rüdiger Safranski: E. T. A. Hoffmann. Das Leben eines skeptischen Phantasten. 2. Auflage. Fischer-Taschenbuch-Verlag, Frankfurt am Main 2001, ISBN 3-596-14301-2 (Lizenzgeber: Hanser 1984)
- Gerhard R. Kaiser: E. T. A. Hoffmann. Metzler, Stuttgart 1988, ISBN 3-476-10243-2. (Sammlung Metzler; 243; Realien zur Literatur)